# 59A busz (Budapest)
A budapesti 59A jelzésű autóbusz Csepel, Csillagtelep és Csepel, Szent Imre tér között közlekedett. A vonalat a Budapesti Közlekedési Zrt. üzemeltette.

## Története
1956-ban a Bartók Béla út és a Tétényi úti Kórház között járt 59A jelzésű busz.
1959. július 13-án Csepel, Tanácsház tér és Csepel, Csillagtelep között indult újra az 59-es busz betétjárataként. 1993. április 3-ától hétvégenként nem járt.
1995. augusztus 1-jétől 1996. április 1-jéig a Csillagtelep felé a Karácsony Sándor utca – Bajáki Ferenc utca – Posztógyár utca útvonalon közlekedett. Az új szakaszon korábban a 148-as busz közlekedett. A következő év április 1-jétől az 59A busz Csepelen ismét a Kossuth Lajos utcán át közlekedett. A kieső szakaszon továbbiakban a 79-es és a 79A buszok közlekedtek.
2008. augusztus 21-én az 59-es járatszámát 35-ösre módosították, míg az 59A-t összevonták a 19-es busszal, az új viszonylat a 36-os jelzést kapta.

## Útvonala
| Csepel, Szent Imre tér felé | Csepel, Csillagtelep felé |
| --- | --- |
| Csepel, Csillagtelep vá. – Vénusz utca – Szabadság utca – Kölcsey utca – Völgy utca – Kossuth Lajos utca – Szent István út – II. Rákóczi Ferenc út – Koltói Anna utca – Kossuth Lajos utca – Csepel, Szent Imre tér vá. | Csepel, Szent Imre tér vá. – Kossuth Lajos utca – Völgy utca – Kölcsey utca – Szabadság utca – Orion utca – Mars utca – Csepel, Csillagtelep vá. |

## Megállóhelyei
| 0  | Csepel, Csillagtelep végállomás       | 10 | 59 |
| ∫  | Jupiter utca                          | 9  | 59 |
| 1  | Kölcsey utca (↓) Szabadság utca (↑)   | 8  | 59 |
| 1  | Iskola tér                            | 8  | 59 |
| 2  | Gombos tér                            | 7  | 59 |
| 3  | Völgy utca (↓) Kölcsey utca (↑)       | 6  | 59, 152 |
| 4  | Béke tér (↓) Bánya utca (↑)           | 5  | 59 |
| 5  | Kossuth Lajos utca (↓) Völgy utca (↑) | 4  | 59, 159 |
| ∫  | Szent István út                       | 3  | 59, 159 |
| 7  | II. Rákóczi Ferenc út                 | ∫  | 52, 151, 152, 159 |
| 8  | Karácsony Sándor utca                 | ∫  | Csepeli HÉV 38A, 52, 138, 151, 152, 159, 179, 179A 673, 674, 675, 676, 677, 679, 680, 687, 688, 689, 690, 699                 |
| ∫  | Széchenyi István utca                 | 2  | 48, 51, 52, 59, 151, 152, 159                                                                                                 |
| ∫  | Karácsony Sándor utca                 | 1  | 48, 52, 59, 151, 152, 159 |
| 9  | Szent Imre tér                        | ∫  | Csepeli HÉV 38A, 48, 51, 52, 59, 71, 138, 151, 152, 159, 179, 179A 673, 674, 675, 676, 677, 679, 680, 687, 688, 689, 690, 699 |
| 10 | Csepel, Szent Imre tér végállomás     | 0  | 38A, 48, 51, 52, 59, 71, 138, 151, 152, 159, 179, 179A 687, 688, 689, 690                                                     |